# Tiroteio na escola The Covenant de Nashvile
O tiroteio na escola The Covenant de Nashvile refere-se a um ataque a tiros à escola cristã de The Covenant de Nashvile, Tennessee, Estados Unidos, no dia 27 de março de 2023. Três crianças e três adultos foram mortos.
O crime foi cometido por Aiden Hale (nascido Audrey Elizabeth Hale), um homem trans de 28 anos. Hale havia sido aluno da escola e acabou morto pela polícia.
"Caso em escola de Nashville foi 131º ataque a tiros nos EUA em menos de três meses (...) ou seja, houve uma média de 1,5 tiroteio em massa por dia no país de 1º de janeiro a 27 de março (86 dias)", reportou a BBC.

## Contexto
A escola é uma instituição Presbiteriana para estudantes de até 12 anos. Tem cerca de 200 alunos e 33 professores. Após o crime, o prefeito de Nashvile, John Cooper, escreveu no Twitter que "em uma manhã trágica, Nashville se juntou à temida e longa lista de comunidades que experimentaram um tiroteio em uma escola".
As armas estão disseminadas nos Estados Unidos e os tiros já são a principal causa de morte entre os jovens americanos. Em 27 de Março, o Arquivo da Violência Armada tinha contado 130 tiroteios em massa nos EUA desde o início do ano, com 647 em 2022. 
Segundo uma estimativa do Washington Post, mais de 348.000 crianças foram directamente expostas - como vítimas físicas ou transeuntes traumatizados - a um tiroteio escolar desde o massacre de Columbine em 1999.

## Crime
O incidente aconteceu na manhã de 27 de março de 2023 e o chefe de polícia disse à imprensa que os policiais foram chamados às 10h13 (horário local) e que quando chegaram à escola, ouviram tiros no segundo andar do prédio, onde encontraram o atirador com dois fuzis e uma pistola. Segundo testemunhas, o criminoso entrou na escola atirando nas portas de vidro do prédio, armado com dois fuzis "tipo assalto" e uma pistola. Acredita-se que ao menos duas armas foram compradas legalmente em Nashville.
Hale foi morto às 10h27min após trocar tiros com os agentes da lei.
As crianças atingidas pelos tiros ainda foram levadas Monroe Carell Jr. Children's Hospital, mas foram declaradas mortas no centro de saúde.

### Motivação
Autoridades não conseguiram estabelecer o motivo do crime, mas suspeitam que Hale tivesse raiva da escola por ter sido obrigado a frequentá-la quando era jovem. Segundo o Daily Mail, ele teria tido um conflito com os seus pais muito religiosos, que não aceitavam a sua homossexualidade e o seu desejo de se tornar um homem. Segundo o New York Post, ele também teve dificuldades em lidar com a morte de um amigo que conheceu na escola secundária, que morreu num acidente de carro em 2022 e por quem tinha sentimentos românticos.

### Autor
Audrey Hale era um homem transgênero que havia começado a se identificar no gênero masculino poucos meses antes de cometer o crime. Ele era conhecido como "bom aluno". Em 2022, ele havia se formado na Nossi College of Art & Design em Nashville e trabalhava como designer gráfico e ilustrador. Morava com os pais, que eram conhecidos como pessoas gentis pelos vizinhos. Sua mãe, Norma Hale, disse que a situação era "muito difícil para a família".
Vinte minutos antes de invadir a escola, Hale havia mandado uma mensagem para uma amiga de infância chamada Averianna Patton, onde escreveu: "um dia isso fará mais sentido. Deixei evidências mais do que suficientes para trás. Mas algo ruim está para acontecer”. Patton, no entanto, disse à CNN que não entendeu o porquê da mensagem, já que não haviam mais tido contato enquanto adultos. "Eu não conhecia a adulta... não conheço esse lado dela", disse Patton ao ser entrevistada, ainda adicionando que Hale era “muito quieta, muito tímida” quando criança.
Os pais de Hale disseram aos policiais que Hale estava em tratamento médico devido a um "distúrbio emocional". Hale havia planejado o crime, tendo inclusive comprado sete armas legalmente entre 20 de outubro de 2020 e 6 de junho de 2022. 

## Reacções
O tiroteio gerou controvérsia sobre a responsabilidade do massacre, com alguns comentadores, particularmente à esquerda, apontando o fluxo de armas, enquanto outros, particularmente à direita, culparam a questão de gênero do atirador. O senador republicano de Ohio, JD Vance disse no Twitter que "a extrema-esquerda deveria fazer um exame de consciência profundo" se fosse verificado que o atirador era uma pessoa trans. "Ceder a estas ideias não é compaixão, é perigoso", acrescentou ele.

## Vítimas
A atiradora fez seis vítimas fatais: 
- Evelyn Dieckhaus, de 9 anos;
- Hallie Scruggs, de 9 anos;
- William Kinney, de 9 anos;
- Cynthia Peak, de 61 anos, professora;
- Katherine Koonce, de 60 anos, diretora da escola;
- Mike Hill, de 61 anos, zelador.